# Katavainen
Katavainen är en ö i Finland. Den ligger i Bottenhavet och i kommunen Nystad i landskapet Egentliga Finland, i den sydvästra delen av landet. Ön ligger omkring 69 kilometer nordväst om Åbo och omkring 210 kilometer väster om Helsingfors.
Öns area är 82,4 hektar och dess största längd är 1,5 kilometer i sydväst-nordöstlig riktning. Den har fast vägförbindels med öarna Lepäinen i söder och Korsaari i norr.